# Setoáin
Setoáin (Setoain en euskera y de forma oficial) es una localidad española de la Comunidad Foral de Navarra perteneciente al municipio de Esteríbar. Está situado en la Merindad de Sangüesa, en la Comarca de Auñamendi. Su población en 2014 fue de 8 habitantes (INE).